# Jardim do Castelo de Sissinghurst

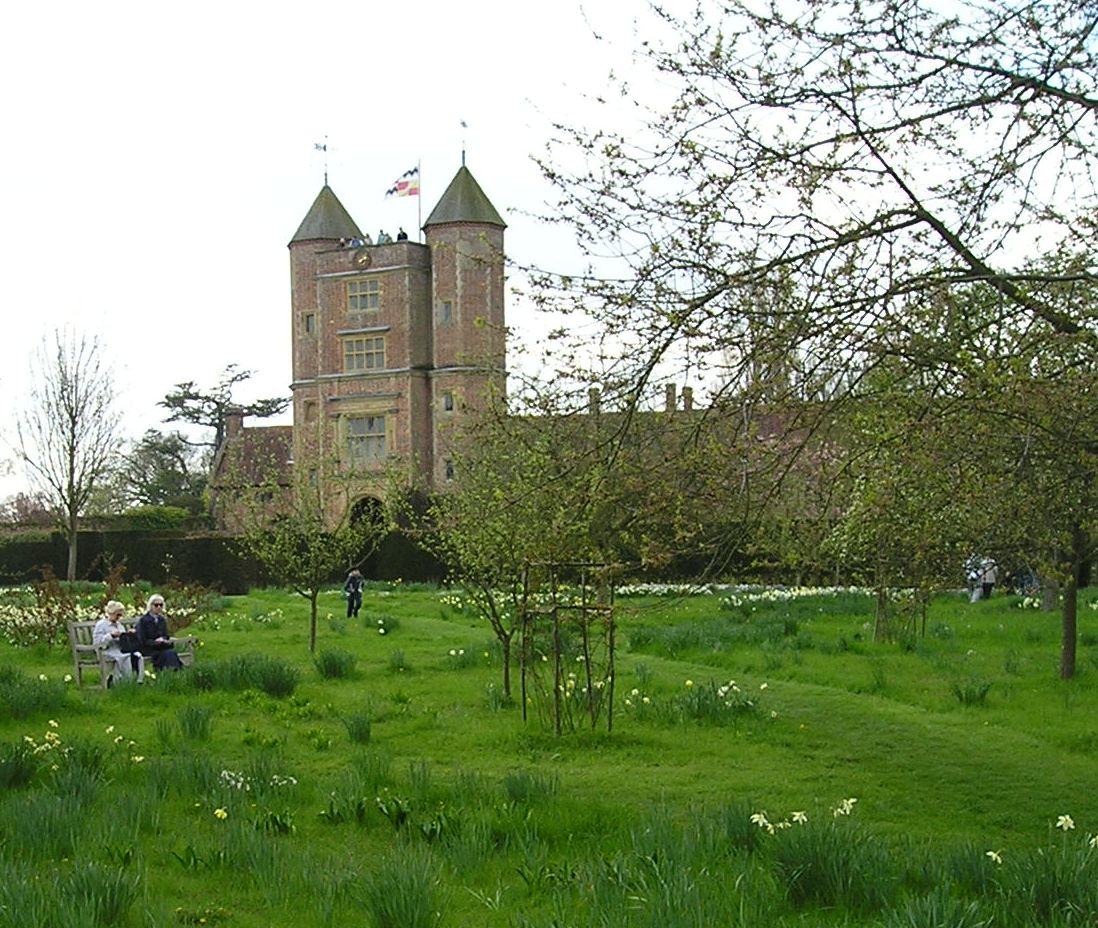
Sissinghurst em Abril.

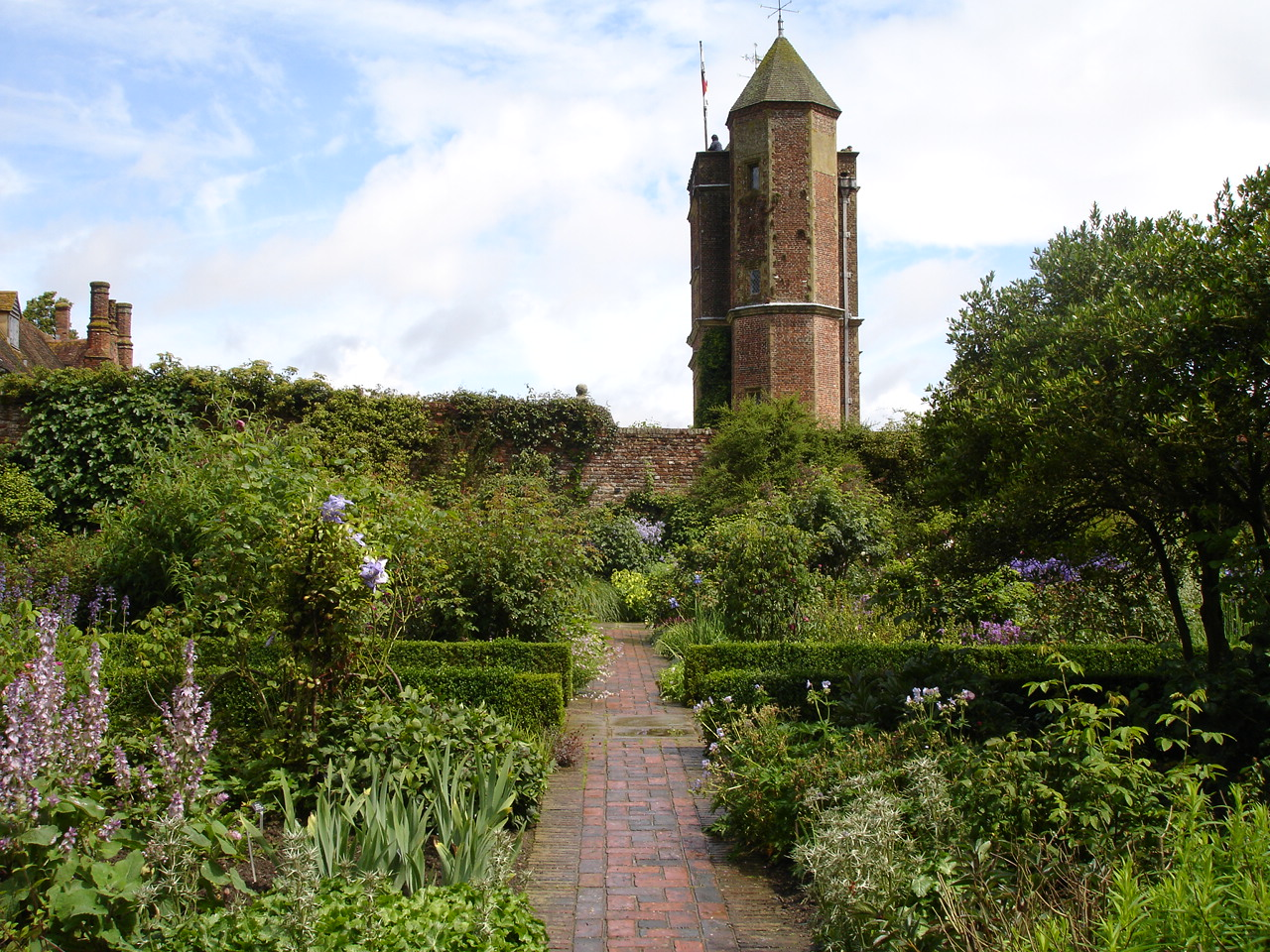

O Jardim do Castelo de Sissinghurst situa-se perto de Cranbrook, Goudhurst e Tenterden, em Kent, e é propriedade do National Trust for Places of Historic Interest or Natural Beauty. É um dos mais famosos jardins de Inglaterra, e um dos mais visitados.

## História
O jardim de Sissinghurst foi criado na década de 1930 por Vita Sackville-West, poeta e autora de livros e artigos sobre jardinagem, e pelo seu marido, Harold Nicolson, também escritor e diplomata. Sackville-West foi uma escritora próxima do Grupo de Bloomsbury que obteve grande popularidade com as suas colunas semanais sobre jardinagem no jornal The Observer que, incidentalmente—dado que nunca o promoveu—tornou o seu próprio jardim muito famoso.
O plano do jardim inclui uma série de "salas", espaços independentes, com características específicas de cor e/ou tema, com "paredes" construídas com sebes ou mesmo muros de tijolo rosado, é sobretudo da autoria de Harold, tendo Vita sido preponderante na selecção de plantas.

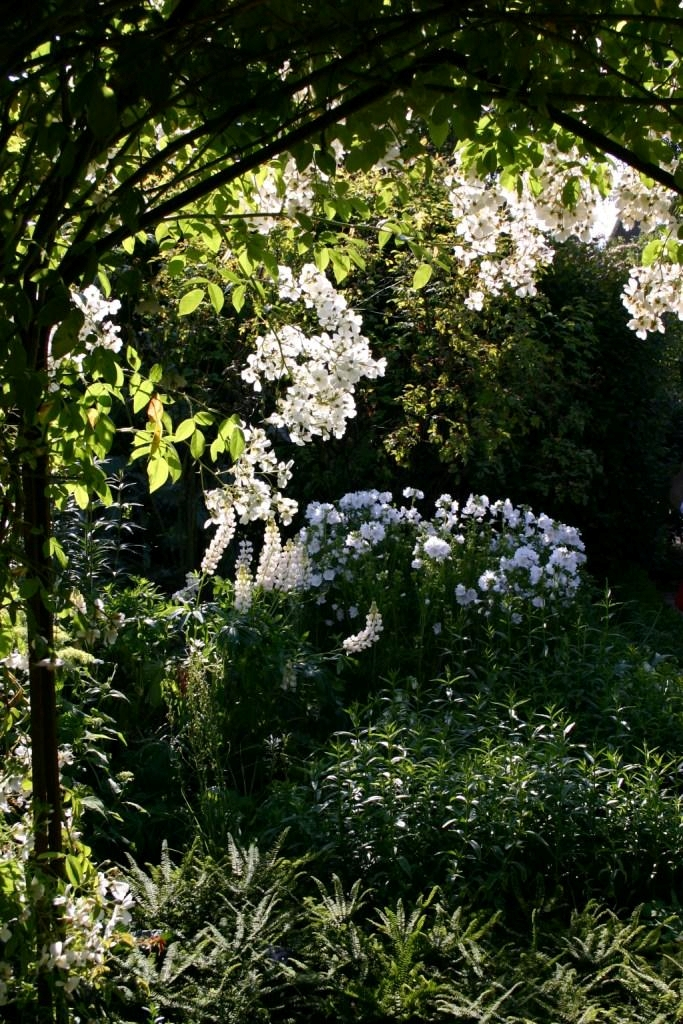
O roseiral na "sala" branca, que lançou a moda dos "jardins brancos"

O lugar onde foi implantado o jardim tem longa tradição de utilização humana— "hurst" é o termo Saxão para "clareira na floresta". Na Idade Média foi aqui erguida uma mansão senhorial rodeada por um fosso. A família Baker—relacionada por casamento com os Sackville de Knole— substituiu o edifício original por uma maior em finais do século XV, que por sua vez seria muito ampliado em 1560, quando passou a ser o centro de um parque de 2,8 Km2. Para Vita Sackville-West, Sissinghurst e os seus jardins seriam um pungente e romântico substituto de Knole, que ela teria herdado se fosse homem, mas que acabou por ser herdada por um tio seu.
Com o colapso da família Baker, no século XVII, o edifício foi sucessivamente utilizado para diferentes fins: como prisão, durante a Guerra dos Sete Anos; como sede do Sindicato de Trabalhadores de Cranbrook ou como casa de habitação para os trabalhadores rurais.
Sackville-West e Nicolson descobriram Sissinghurst em 1930, após terem conhecimento de planos de urbanização para a sua propriedade de Long Barn, perto de Sevenoaks, Kent, sobre os quais não tinham controlo. Embora Sissinghurst estivesse em estado de completo abandono, compraram as ruínas e a quinta e começaram a plantar um jardim a seu gosto. O plano do jardim e as plantas utilizadas foram fortemente inspirados nos jardins de Gertrude Jekyll e Edwin Lutyens, bem como pelo Jardim de Hidcote Manor, desenhado por Lawrence Johnston, para cuja preservação a acção de Vita foi fundamental.
Sissinghurst foi aberto ao público em 1938.
O National Trust adquiriu a propriedade de Sissinghurst, incluindo o jardim, a quinta e os edifícios, em 1967. O jardim é paradigmático dos jardins ingleses de meados do século XX. É actualmente muito popular, sendo um dos jardins mais visitados de Inglaterra (recomenda-se a visita nos períodos menos concorridos do ano e do dia).